# 禾秆假毛蕨
禾秆假毛蕨（学名：Pseudocyclosorus stramineus）为金星蕨科假毛蕨属下的一个种。

## 扩展阅读
- 維基物種上的相關：禾秆假毛蕨